# Glauconycteris humeralis
Glauconycteris humeralis (Allen, 1917) è un Pipistrello della famiglia dei Vespertilionidi diffuso nell'Africa centrale.

## Descrizione

### Dimensioni
Pipistrello di piccole dimensioni, con la lunghezza totale tra 82 e 98 mm, la lunghezza dell'avambraccio tra 35 e 41 mm, la lunghezza della coda tra 37 e 59 mm, la lunghezza della tibia tra 16 e 20 mm, la lunghezza delle orecchie tra 6 e 12 mm e un peso fino a 7 g.

### Aspetto
La pelliccia è densa. Il colore generale del corpo è bruno-grigiastro scuro, con delle macchie bianche sulle spalle. Il muso è corto, largo e piatto. Le orecchie sono bruno-giallastre, relativamente corte e arrotondate, con un lungo lobo rotondo alla base del margine interno e con l'antitrago che si estende attraverso un altro lobo carnoso sul labbro inferiore all'angolo posteriore del muso. Il trago è corto, largo, con il margine interno diritto e quello esterno convesso. Le membrane alari sono marroni scure, prive di venature e attaccate posteriormente alla base dell'alluce. I metacarpi sono marroni chiari. La coda è lunga ed inclusa completamente nell'ampio uropatagio.

## Biologia

### Alimentazione
Si nutre di insetti.

### Riproduzione
Una femmina gravida è stata catturata nella Repubblica Democratica del Congo nel mese di febbraio.

## Distribuzione e habitat
Questa specie è diffusa nella Repubblica Democratica del Congo settentrionale ed orientale, Uganda centrale e Kenya sud-occidentale.
Vive nelle foreste pluviali.

## Conservazione
La IUCN Red List, considerata la mancanza di informazioni sufficienti sull'areale, i requisiti ecologici, le minacce e lo stato di conservazione, classifica G.humeralis come specie con dati insufficienti (DD).